# Trachys pumilus
Trachys pumilus es una especie de escarabajo del género Trachys, familia Buprestidae. Fue descrita científicamente por Illiger en 1803.
Se distribuye por España. La planta hospedadora es Lamiaceae (probablemente en Phlomis crinita) y oligophagous.